# Mira Eklund
Eva Mira Helena Eklund är en svensk skådespelare, konstnär, låtskrivare, ljuddesigner och sångerska.
Eklund har arbetat som skådespelare och skrivit musik för produktioner med bland annat Thorsten Flinck på Dramaten och Teater Plaza   och medverkat i filmer, bland annat en av huvudrollerna som den vilsna Marie i Sex, hopp & kärlek (2005). Vid Guldbaggegalan 2014 nominerades hon i kategorin Bästa kvinnliga biroll för sin roll som Ann-Sofie i Lisa Langseths film Hotell.
Hon är och har varit en del av flera musikprojekt; sjöng, skrev texterna, och gjorde musik i The Tourettes mellan 2002 och 2006, sjunger och gör musik i Intergalactica (från 2006 och framåt), och gör musik solo under namnet Lux Lumen sedan 2007.

## Filmografi
- 1993 – Allis med is (TV-serie) – Tina
- 2005 – Sex, hopp & kärlek – Marie
- 2006 – Brandvägg – Eva Persson
- 2013 – Hotell – Ann-Sofie
- 2020–2022 – Kärlek & anarki (TV-serie) – Nellie

### Fotnoter
1. ↑  ”Arkiverade kopian”. Arkiverad från originalet den 24 november 2013. https://web.archive.org/web/20131124095118/http://kkh.se/index.php/sv/utstaellningar/galleri-mejan/utstaellande-studenter-2013-14/2000-mira-eklund. Läst 30 september 2013.
2. 1 2  ”Mira Eklund”. Svensk Filmdatabas. http://www.sfi.se/sv/svensk-filmdatabas/Item/?type=PERSON&itemid=284818&ref=%2ftemplates%2fSwedishFilmSearchResult.aspx%3fid%3d1225%26epslanguage%3dsv%26searchword%3dMira+Eklund%26type%3dPerson%26match%3dBegin%26page%3d1%26prom%3dFalse. Läst 5 mars 2013.
3. ↑  Sundsvalls Tidning 2 augusti 2005, "Mira Eklund blandar pop och film"
4. ↑  ”Nominerade till Guldbaggen 2014”. MovieZine. http://www.moviezine.se/artikel/15646. Läst 18 januari 2014.
5. ↑  ”Mira Eklund väljer musik framför film | Kultur | SvD”. http://www.svd.se/kulturnoje/nyheter/artikel_447557.svd.
6. ↑  ”Arkiverade kopian”. Arkiverad från originalet den 1 februari 2014. https://web.archive.org/web/20140201203104/http://stockholm.etc.se/n%C3%B6je/skymningsscenen. Läst 18 januari 2014.